# 松葉博
松葉 博（1971年9月6日—），日本漫畫家，女性。出身於岩手縣江刺市（現奧州市）。 
1995年以「青風」獲得第1屆艾尼克斯21世紀漫畫大賞佳作。影響她的漫畫家是高橋留美子。

## 作品一覽
格鬥技漫畫
- 天馬之風、全2冊、原名《天馬の風（日语：天馬の風）》
- 疾風之天、全2冊、原名

黑道漫畫
- 百變大小姐、全1冊、原名
- 大小姐當家、全6冊、原名《Wチェンジ!!（日语：Wチェンジ!!）》

日本平安時代的戀愛漫畫
- 星輝映我心前傳、全2冊、原名《心に星の輝きを（日语：心に星の輝きを）》
- 星輝映我心、全8冊、原名《もっと☆心に星の輝きを（日语：もっと☆心に星の輝きを）》

## 外部連結
- http://matsuba96.blog64.fc2.com/ （页面存档备份，存于） （日語）－松葉博的官方個人部落格。
- COMIC BLADE ONLINE官方網站 （日語）
- 株式會社MAG Garden官方網站 （日語）